# Papuk
Papuk je horské pásmo v Chorvatsku severně od města Požega. Je dlouhé téměř 40 kilometrů a je nejrozlehlejším pohořím Slavonie. Pramení zde řeky Pakra a Karašica. Jeho stejnojmenný nejvyšší vrchol Papuk měří 953 metrů. Dalšími vrcholy jsou Točak (887 m), Ivačka glava (913 m), Češljakovački vis (820 m) a Kapovac (792 m).
Horstvo pochází z období paleozoika, je tvořeno hlavně rulou a slínem. Převládají listnaté lesy (buk, dub, javor). Papuk byl v roce 2007 vyhlášen prvním geoparkem v Chorvatsku. Patří k největším turistickým atrakcím ve východní části Chorvatska. Nachází se zde zřícenina hradu Ružica a vodopád Skakavac, Velika je známá díky termálním pramenům a Lisičine díky arboretu.